# Rohci
Rohci su naseljeno mjesto u općini Višegrad, Republika Srpska, BiH.

## Stanovništvo
Nacionalni sastav stanovništva 1991. godine, bio je sljedeći:
| Narod     | Broj stanovnika |
| --------- | --------------- |
| Muslimani | 53              |
| Ukupno    | 53              |